# Springtij

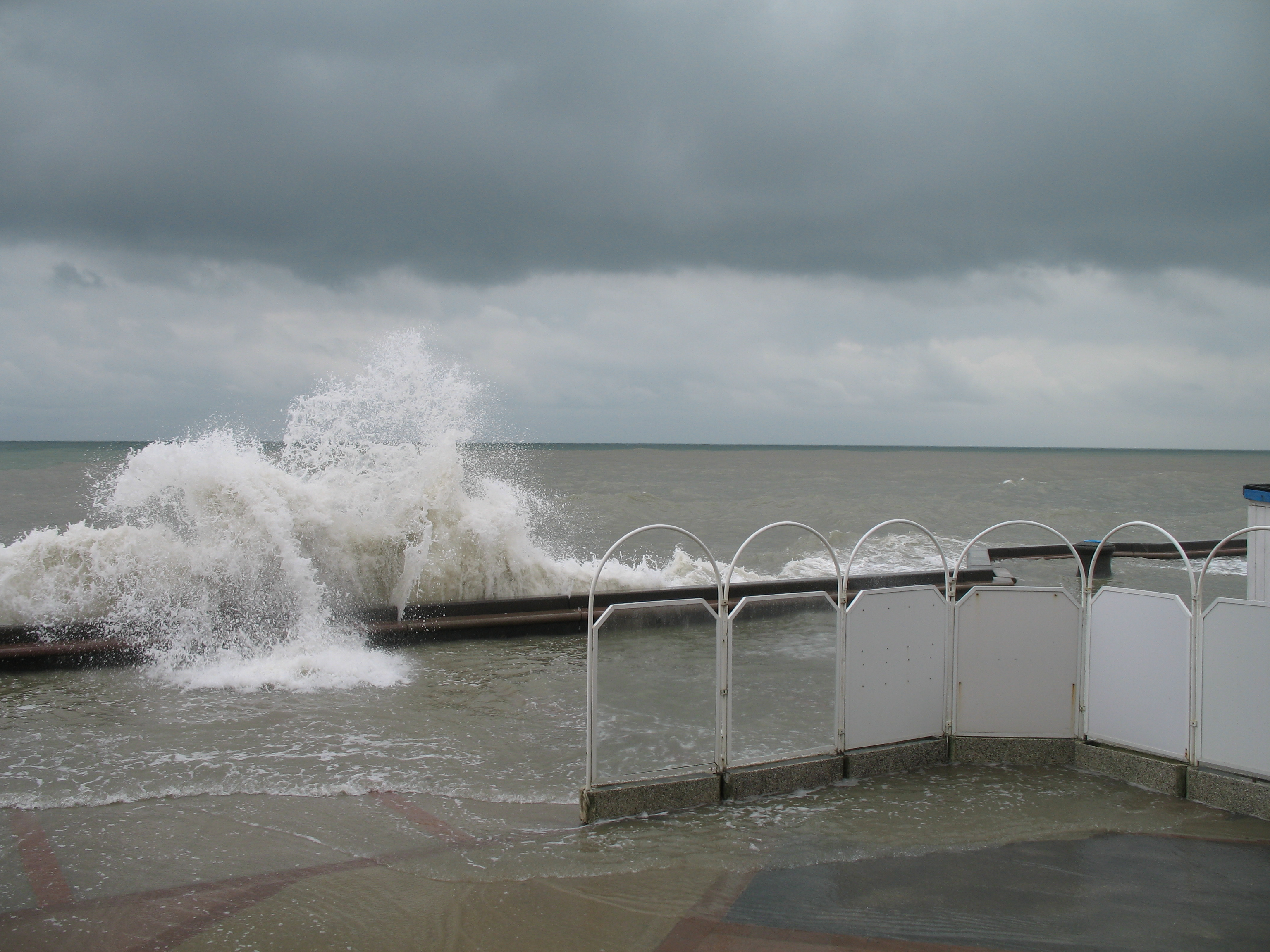
Springtij in Wimereux bij Boulogne (Frankrijk): door de hogere waterstand bij springtij kunnen de golven bij geschikte wind over de dijk slaan.

Springtij is de periode van het getij waarin het verschil tussen hoog- en laagwater het grootst is. Hoogwater komt hoger dan gemiddeld en laagwater is lager dan gemiddeld.
Springtij treedt eens in de ongeveer 15 dagen op en volgt gemiddeld ruim twee etmalen op het moment dat de getijkrachten van de maan en die van de zon dezelfde richting hebben en elkaar maximaal versterken. Dat laatste is het geval wanneer zon, maan en aarde in een rechte lijn staan, dus tijdens nieuwe maan en volle maan. Springtij komt daarom tweemaal per synodische maand voor.
Springtij is het tegenovergestelde van doodtij.

## Afstand van de maan
De wisselende afstand van de maan tot de aarde heeft ook enige invloed op de sterkte van het getij. Wanneer deze afstand het kleinst is, als de maan in het perigeum staat, dan is de invloed het grootst, en wanneer de maan het verst van de aarde staat, in het apogeum, dan is de invloed het kleinst. Elke 7,5 synodische maand valt het perigeum samen met volle of nieuwe maan, wat de grootste getijdenkrachten oplevert.

## Stormvloedramp
De watersnoodramp in Zuidwest-Nederland op 1 februari 1953 werd veroorzaakt door een stormvloed als gevolg van een diep lagedrukgebied en daarmee gepaard gaande zware noordwesterstorm, in combinatie met springtij.